# Cryptandra polyclada
Cryptandra polyclada är en brakvedsväxtart. Cryptandra polyclada ingår i släktet Cryptandra och familjen brakvedsväxter.

## Underarter
Arten delas in i följande underarter:
- C. p. aequabilis
- C. p. polyclada